# Niederländische Badmintonmeisterschaft 1997
Die Niederländische Badmintonmeisterschaft 1997 fand im Februar 1997 in Den Bosch statt. Es war die 52. Austragung der nationalen Titelkämpfe im Badminton in den Niederlanden.

## Sieger und Finalisten
| Disziplin    | Gold                                  | Silber                                |
| ------------ | ------------------------------------- | ------------------------------------- |
| Herreneinzel | Jeroen van Dijk                       | Chris Bruil                           |
| Dameneinzel  | Brenda Beenhakker                     | Monique Hoogland                      |
| Herrendoppel | Quinten van Dalm Dennis Lens          | Knut Nolten                           |
| Damendoppel  | Erica van den Heuvel Monique Hoogland | Brenda Conijn Nicole van Hooren       |
| Mixed        | Quinten van Dalm Nicole van Hooren    | Norbert van Barneveld Lotte Jonathans |